# Calcio ai Giochi della XXV Olimpiade
Il torneo di calcio della XXV Olimpiade fu il ventesimo torneo olimpico e l'undicesimo ad essere disputato dalle nazionali olimpiche. Si svolse dal 24 luglio all'8 agosto 1992 in quattro città (Barcellona, Sabadell, Valencia e Saragozza) e vide la vittoria per la prima volta della Spagna.
In questa edizione venne eliminata la discriminante dello status, ma venne introdotta quella dell'età: poterono partecipare tutti i calciatori sia dilettanti che professionisti, ma con un'età non superiore ai 23 anni. Dunque, la nazionale olimpica si trasformò in una Under-23 pura.

## Squadre partecipanti
Nota bene: nella tabella sottostante si tengono conto solo delle partecipazioni e dei piazzamenti ottenuti dalle nazionali olimpiche.
| Squadre       | Confederazione | Data di qualificazione certa | Motivo della partecipazione                                          | Ultima apparizione     | Miglior risultato                                                         |
| ------------- | -------------- | ---------------------------- | -------------------------------------------------------------------- | ---------------------- | ------------------------------------------------------------------------- |
| Spagna        | UEFA           | 17 ottobre 1986              | Rappresentativa nazionale del paese organizzatore                    | Mosca 1980             | Quarti di finale (Città del Messico 1968)                                 |
| Australia     | OFC            | -                            | Vincitrice dello spareggio intercontinentale                         | Seul 1988              | Quarti di finale (Melbourne 1956 e Seul 1988)                             |
| Colombia      | CONMEBOL       | -                            | 2ª classificata nel gruppo unico della fase finale di qualificazione | Mosca 1980             | Primo turno (Città del Messico 1968, Monaco di Baviera 1972 e Mosca 1980) |
| Corea del Sud | AFC            | -                            | 2ª classificata nel gruppo unico del secondo turno di qualificazione | Seul 1988              | Primo turno (Tokyo 1964 e Seul 1988)                                      |
| Danimarca     | UEFA           | -                            | Semifinalista del campionato europeo Under-21                        | Monaco di Baviera 1972 | Argento (Roma 1960)                                                       |
| Egitto        | CAF            | -                            | Vincitore dello spareggio 3 del quarto turno di qualificazione       | Los Angeles 1984       | Quarto posto (Tokyo 1964)                                                 |
| Ghana         | CAF            | -                            | Vincitore dello spareggio 2 del quarto turno di qualificazione       | Monaco di Baviera 1972 | Quarti di finale (Tokyo 1964)                                             |
| Italia        | UEFA           | -                            | Vincitrice del campionato europeo Under-21                           | Seul 1988              | Quarto posto (Roma 1960, Los Angeles 1984 e Seul 1988)                    |
| Kuwait        | AFC            | -                            | 3º classificato nel gruppo unico del secondo turno di qualificazione | Mosca 1980             | Quarti di finale (Mosca 1980)                                             |
| Marocco       | CAF            | -                            | Vincitore dello spareggio 1 del quarto turno di qualificazione       | Los Angeles 1984       | Secondo turno (Monaco di Baviera 1972)                                    |
| Messico       | CONCACAF       | -                            | 2º classificato nel gruppo finale di qualificazione                  | Montréal 1976          | Quarto posto (Città del Messico 1968)                                     |
| Paraguay      | CONMEBOL       | -                            | 1º classificato nel gruppo unico della fase finale di qualificazione | Esordiente             | -                                                                         |
| Polonia       | UEFA           | -                            | Miglior quarti finalista perdente del campionato europeo Under-21    | Montréal 1976          | Oro (Monaco di Baviera 1972)                                              |
| Qatar         | AFC            | -                            | 1º classificato nel gruppo unico del secondo turno di qualificazione | Los Angeles 1984       | Primo turno (Los Angeles 1984)                                            |
| Stati Uniti   | CONCACAF       | -                            | 1º classificato nel gruppo finale di qualificazione                  | Seul 1988              | Quarti di finale (Melbourne 1956)                                         |
| Svezia        | UEFA           | -                            | Finalista del campionato europeo Under-21                            | Seul 1988              | Bronzo (Helsinki 1952)                                                    |

## Stadi
| Città      | Stadio                      | Capacità |
| ---------- | --------------------------- | -------- |
| Barcellona | Camp Nou                    | 98.787   |
| Barcellona | Stadio de Sarriá            | 41.000   |
| Sabadell   | Stadio de la Nova Creu Alta | 20.000   |
| Valencia   | Stadio Luis Casanova        | 52.469   |
| Saragozza  | La Romareda                 | 34.596   |

## Arbitri
- Arturo Angeles
- Luben Spassov Anguelov
- Fabio Baldas
- Arturo Brizio Carter
- Ali Bujsaim
- Manuel Díaz Vega
- Philip Don

- Juan Francisco Escobar
- An-Yan Lim Kee Chong
- Markus Merk
- Márcio Rezende de Freitas
- Mohamed Sendid
- Kiichiro Tachi
- José Torres Cadena

## Formula
Le sedici squadre vennero divise in quattro gironi all'italiana di quattro squadre ciascuno.
Le prime due classificate di ogni girone si sarebbero qualificate per la fase ad eliminazione diretta, composta da quarti di finale, semifinali, finale per il 3º posto e per il 1º posto.

## Risultati

### Fase a gruppi

#### Gruppo A
| Squadra     | P.ti | G | V | N | P | GF | GS | DR |
| ----------- | ---- | - | - | - | - | -- | -- | -- |
| Polonia     | 5    | 3 | 2 | 1 | 0 | 7  | 2  | +5 |
| Italia      | 4    | 3 | 2 | 0 | 1 | 3  | 4  | -1 |
| Stati Uniti | 3    | 3 | 1 | 1 | 1 | 6  | 5  | +1 |
| Kuwait      | 0    | 3 | 0 | 0 | 3 | 1  | 6  | -5 |

| Arbitro: | Díaz Vega |

|                         |           |           |
| Melli 15’ Albertini 22’ | Marcatori | 65’ Moore |

| Arbitro: | Escobar |

|                   |           |  |
| Juskowiak 7’, 80’ | Marcatori |  |

| Arbitro: | Don |

|  |           |                                         |
|  | Marcatori | 5’ Juskowiak 48’ Staniek 90’ Mielcarski |

| Arbitro: | Lim Kee Chong |

|                              |           |                |
| Brose 56’ Lagos 79’ Snow 85’ | Marcatori | 16’ Al-Hadiyah |

| Arbitro: | Brizio Carter |

|           |           |  |
| Melli 19’ | Marcatori |  |

| Arbitro: | Lim Kee Chong |

|                    |           |                             |
| Imler 20’ Snow 85’ | Marcatori | 31’ Koźmiński 40’ Juskowiak |

#### Gruppo B
| Squadra  | P.ti | G | V | N | P | GF | GS | DR |
| -------- | ---- | - | - | - | - | -- | -- | -- |
| Spagna   | 6    | 3 | 3 | 0 | 0 | 8  | 0  | +8 |
| Qatar    | 3    | 3 | 1 | 1 | 1 | 2  | 3  | -1 |
| Egitto   | 2    | 3 | 1 | 0 | 2 | 4  | 6  | -2 |
| Colombia | 1    | 3 | 0 | 1 | 2 | 4  | 9  | -5 |

| Arbitro: | Merk |

|                                                    |           |  |
| Guardiola 10’ Kiko 37’ Berges 41’ Luis Enrique 69’ | Marcatori |  |

| Arbitro: | Don |

|  |           |               |
|  | Marcatori | 74’ Noorallah |

| Arbitro: | Rezende de Freitas |

|                         |           |  |
| Solozábal 55’ Soler 70’ | Marcatori |  |

| Arbitro: | Brizio Carter |

|                 |           |          |
| Aristizábal 62’ | Marcatori | 89’ Souf |

| Arbitro: | Angeles |

|                      |           |  |
| Alfonso 40’ Kiko 60’ | Marcatori |  |

| Arbitro: | Bujsaim |

|                             |           |                                                  |
| Gaviria 9’, 84’ Pacheco 14’ | Marcatori | 27’ Abdelrazik 47’ El-Masry 90+1’, 90+4’ Khashba |

#### Gruppo C
| Squadra       | P.ti | G | V | N | P | GF | GS | DR |
| ------------- | ---- | - | - | - | - | -- | -- | -- |
| Svezia        | 4    | 3 | 1 | 2 | 0 | 5  | 1  | +4 |
| Paraguay      | 4    | 3 | 1 | 2 | 0 | 3  | 1  | +2 |
| Corea del Sud | 3    | 3 | 0 | 3 | 0 | 2  | 2  | 0  |
| Marocco       | 1    | 3 | 0 | 1 | 2 | 2  | 8  | -6 |

| Barcellona 26 luglio 1992, ore 21:00 UTC+1 | Svezia   | 0 – 0 referto | Paraguay | Stadio de Sarriá\| Arbitro: \| Anguelov \| |
| Arbitro:                                   | Anguelov |               |          |                                            |

| Arbitro: | Angeles |

|           |           |                     |
| Bahja 64’ | Marcatori | 73’ Jung Kwang-Seok |

| Arbitro: | Torres Cadena |

|                                      |           |  |
| Brolin 14’, 69’ Mild 20’ Rödlund 57’ | Marcatori |  |

| Valencia 28 luglio 1992, ore 21:00 UTC+1 | Paraguay | 0 – 0 referto | Corea del Sud | Stadio Luis Casanova\| Arbitro: \| Sendid \| |
| Arbitro:                                 | Sendid   |               |               |                                              |

| Arbitro: | Díaz Vega |

|             |           |                  |
| Rödlund 52’ | Marcatori | 28’ Seo Jung-Won |

| Arbitro: | Merk |

|                                    |           |            |
| Arce 43’ Caballero 57’ Gamarra 70’ | Marcatori | 87’ Naybet |

#### Gruppo D
| Squadra   | P.ti | G | V | N | P | GF | GS | DR |
| --------- | ---- | - | - | - | - | -- | -- | -- |
| Ghana     | 4    | 3 | 1 | 2 | 0 | 4  | 2  | +2 |
| Australia | 3    | 3 | 1 | 1 | 1 | 5  | 4  | +1 |
| Messico   | 3    | 3 | 0 | 3 | 0 | 3  | 3  | 0  |
| Danimarca | 2    | 3 | 0 | 2 | 1 | 1  | 4  | -3 |

| Arbitro: | Baldas |

|             |           |                    |
| Thomsen 85’ | Marcatori | 39’ (rig.) Rotllán |

| Arbitro: | Bujsaim |

|                         |           |              |
| Gargo 12’ Ayew 83’, 89’ | Marcatori | 90+1’ Vidmar |

| Saragozza 28 luglio 1992, ore 19:00 UTC+1 | Danimarca | 0 – 0 referto | Ghana | La Romareda\| Arbitro: \| Escobar \| |
| Arbitro:                                  | Escobar   |               |       |                                      |

| Arbitro: | Tachi |

|               |           |               |
| Castañeda 63’ | Marcatori | 20’ Arambasic |

| Arbitro: | Baldas |

|  |           |                                   |
|  | Marcatori | 32’ Markovski 60’ Mori 75’ Vidmar |

| Arbitro: | Torres Cadena |

|             |           |          |
| Rotllán 30’ | Marcatori | 79’ Ayew |

### Fase ad eliminazione diretta
|  | Quarti di finale | Quarti di finale |         |           | Semifinali                | Semifinali                |  |  | Finale | Finale |
|  |                  |                  |         |           |                           |                           |  |  |        |        |
|  |                  |                  |         |           |                           |                           |  |  |        |        |
|  |                  |                  |         |           |                           |                           |  |  |        |        |
|  | 1B. Spagna       | 1                |         |           |                           |                           |  |  |        |        |
|  | 1B. Spagna       | 1                |         |           |                           |                           |  |  |        |        |
|  | 2A. Italia       | 0                |         |           |                           |                           |  |  |        |        |
|  | 2A. Italia       | 0                | Spagna  | 2         |                           |                           |  |  |        |        |
|  |                  |                  | Spagna  | 2         |                           |                           |  |  |        |        |
|  |                  | Ghana            | 0       |           |                           |                           |  |  |        |        |
|  | 1D. Ghana        | Ghana            | 0       | 4         |                           |                           |  |  |        |        |
|  | 1D. Ghana        |                  |         | 4         |                           |                           |  |  |        |        |
|  | 2C. Paraguay     | 2                |         |           |                           |                           |  |  |        |        |
|  | 2C. Paraguay     | 2                | Spagna  | 3         |                           |                           |  |  |        |        |
|  |                  |                  | Spagna  | 3         |                           |                           |  |  |        |        |
|  |                  | Polonia          | 2       |           |                           |                           |  |  |        |        |
|  | 1A. Polonia      | Polonia          | 2       | 2         |                           |                           |  |  |        |        |
|  | 1A. Polonia      |                  |         | 2         |                           |                           |  |  |        |        |
|  | 2B. Qatar        | 0                |         |           |                           |                           |  |  |        |        |
|  | 2B. Qatar        | 0                | Polonia | 6         | Finale per il terzo posto | Finale per il terzo posto |  |  |        |        |
|  |                  |                  | Polonia | 6         | Finale per il terzo posto | Finale per il terzo posto |  |  |        |        |
|  |                  | Australia        | 1       |           |                           |                           |  |  |        |        |
|  | 1C. Svezia       | Australia        | 1       | 1         | Ghana                     | 1                         |  |  |        |        |
|  | 1C. Svezia       |                  |         | 1         | Ghana                     | 1                         |  |  |        |        |
|  | 2D. Australia    | 2                |         | Australia | 0                         |                           |  |  |        |        |
|  | 2D. Australia    | 2                |         |           | 0                         |                           |  |  |        |        |
|  |                  |                  |         |           |                           |                           |  |  |        |        |
|  |                  |                  |         |           |                           |                           |  |  |        |        |

#### Quarti di finale
| Arbitro: | Sendid |

|                           |           |  |
| Kowalczyk 43’ Jalocha 73’ | Marcatori |  |

| Arbitro: | Rezende de Freitas |

|          |           |  |
| Kiko 38’ | Marcatori |  |

| Arbitro: | Brizio Carter |

|               |           |                          |
| Andersson 60’ | Marcatori | 30’ Markovski 53’ Murphy |

| Arbitro: | Bujsaim |

|                                 |           |                                  |
| Ayew 17’, 55’, 120’ Rahman 114’ | Marcatori | 78’ (aut.) Acheampong 81’ Campos |

#### Semifinali
| Arbitro: | Rezende de Freitas |

|                                                              |           |           |
| Kowalczyk 27’, 88’ Juskowiak 43’, 52’, 78’ Murphy 67’ (aut.) | Marcatori | 35’ Veart |

| Arbitro: | Brizio Carter |

|                         |           |  |
| Abelardo 25’ Berges 55’ | Marcatori |  |

#### Finale per il 3º posto
| Arbitro: | Díaz Vega |

|           |           |  |
| Asare 19’ | Marcatori |  |

#### Finale per il 1º posto
| Arbitro: | Torres Cadena |

| |            | |
| Abelardo 65’ Kiko 72’, 90’ | Marcatori  | 44’ Kowalczyk 75’ Staniek |
| · Toni · Ferrer · 51’ Lasa · Solozábal · López · Luis Enrique · Guardiola · Abelardo · Berges · Kiko · Alfonso · A disposizione: · Cañizares · Villabona · 51’ Amavisca · Manjarín · Paqui · Vidal · Soler · Miguel · Pinilla | Formazioni | · Kłak · Jałocha 55’ · Łapiński · Koźmiński · Wałdoch 31’ · Gęsior · Brzęczek · Juskowiak · Staniek · Kobylański · Kowalczyk 74’ · A disposizione: · Onyszko · Świerczewski 55’ · Adamczuk · Mielcarskii · Bajor · Waligóra · Szubert · Wieszczycki · Koseła |
| Miera | Allenatori | Wójcik |

## Podio
| 2º posto Polonia | Campione olimpico di calcio maschile Spagna 1º titolo | 3º posto Ghana |

| Pos | Squadra | Formazione |
| --- | ------- | --- |
|     | Spagna  | Abelardo, Alfonso, José Emilio Amavisca, Rafael Berges, Santiago Cañizares, Albert Ferrer, Josep Guardiola, Kiko, Mikel Lasa, Juan Manuel López, Luis Enrique, Javier Manjarín, Miguel, Paqui, Antonio Pinilla, Francisco Soler, Roberto Solozábal, Toni, Gabriel Vidal, David Villabona. All. Vicente Miera.                                                                        |
|     | Polonia | Dariusz Adamczuk, Marek Bajor, Jerzy Brzęczek, Dariusz Gęsior, Marcin Jałocha, Andrzej Juskowiak, Aleksander Kłak, Andrzej Kobylański, Dariusz Koseła, Wojciech Kowalczyk, Marek Koźmiński, Tomasz Łapiński, Gregorz Mielcarski, Arkadiusz Onyszko, Ryszard Staniek, Piotr Świerczewski, Dariusz Szubert, Tomasz Wałdoch, Mirosław Waligóra, Tomasz Wieszczycki. All. Janusz Wójcik. |
|     | Ghana   | Joachim Acheampong, Simon Addo, Sammi Adjei, Mamood Amadu, Frank Amankwah, Bernard Aryee, Isaac Asare, Kwame Ayew, Ibrahim Dossey, Mohammed Gargo, Mohammed Kalilu, Maxwell Konadu, Samuel Kuffour, Samuel Kumah, Nii Lamptey, Anthony Mensah, Alex Nyarko, Yaw Preko, Shamo Quaye, Oli Rahman. All. Samuel Arday.                                                                   |

## Classifica marcatori
7 reti
- Juskowiak

6 reti
- Ayew

5 reti
- Kiko

4 reti
- Kowalczyk

2 reti
- Markovski
- Vidmar
- Gaviria
- Khashba
- Melli
- Rotllán (1 rigore)
- Staniek
- Abelardo
- Berges
- Snow
- Brolin
- Rödlund

1 rete
- Arambasic
- Mori
- Murphy
- Veart
- Aristizábal
- Pacheco
- Jung Kwang-Seok
- Seo Jung-Won
- Thomsen
- Abdelrazik
- El-Masry
- Asare
- Gargo
- Rahman
- Albertini
- Al-Hadiyah
- Bahja
- Naybet
- Castañeda
- Arce
- Caballero
- Campos
- Gamarra

- Jalocha
- Koźmiński
- Mielcarski
- Noorallah
- Souf
- Alfonso
- Guardiola
- Luis Enrique
- Soler
- Solozábal
- Brose
- Imler
- Lagos
- Moore
- Andersson
- Mild

Autoreti
- Murphy (1)
- Acheampong (1)